# Саке (Муїска)
Саке (Zaque) — титул правителя політично-територіального об'єднання північних племен чибча-муїска зі столицею у місті Тунха. Походить він слова «бсаке» — обраний головним. Ймовірно спочатку була виборна посада, згодом перетворилася на спадкову.

## Історія
Засновником титулу вважається Хунсахуа (або Унсауа), від імені якого отримала свою назву держава Хунза. Він був нащадком вождя-жерця Горанчачі. Продовжив його справу, об'єднавши частину північних муїсків. Ймовірно домігся свого обрання, звідси походить назва цього титулу. Спадкоємець Хунзахуа — Мічуа перетворив титул саке на спадковий. Останнім саке був Акуімінсаке, але його влада була номінальною, оскільки усі землі контролювали іспанські конкістадори.

## Перелік саке
- Хунзахуа (поч. XV ст.)
- Мічуа (бл. 1470—1490)
- Кемуінчаточа (1490—1537)
- Акуімінсаке (1537—1541)